# Mariano Gil de Bernabé
Mariano Gil de Bernabé (Báguena, Espanha 1767 - 1812) foi um militar e professor de oficiais de urgência espanhol. Atuou em Sevilha e Cádiz durante a Guerra pela Independência de Espanha e no Batalhão Literário de estudantes de Santiago de Compostela na Corunha. Precursor da Oficialidade de Complemento na Espanha. Chegou ao posto de tenente-coronel de artilharia.
Na primavera de 1809, chegou em Sevilha com a ideia de levar a cabo a criação de Colégios Gerais para jovens cadetes. Em 8 de agosto de 1809 redigiu e enviou o seguinte escrito à atenção da Junta Suprema Central:
| “ | Na Academia que eu quero estabelecer para instruir tais alunos, sairá o melhor plantel de oficiais que tem a nação; em mais de 15.000 estudantes, bacharéis, licenciados, doutores e ainda catedráticos de Filosofia e outras faculdades maiores que se precisam ao tomar as armas, nas que só poderão escolher em número grande de oficiais subalternos de companhia, que entre eles se descubrirão excelentes chefes e ainda generais. Não duvidemos, assim como as terras beneficiadas por sementes delicadas, dão com prontidão temperados frutos, da mesma sorte os estudantes preparados para conhecimentos mais sublimes, devem em pouco tempo saber quanto necessita um excelente militar. | ” |

A ideia é acolhida com grande entusiasmo pelo Assistente de Sevilha, Jerónimo Ustáriz, marquês Ustáriz, que aprova e apoia a iniciativa. Gravemente enfermo, Ustáriz morre em 27 de setembro sem ver a inauguração da nova Academia.
Gil de Bernabé tomou o comando do Corpo de Voluntários de Honra da Real Universidade de Toledo, criando com este contingente e sob aprovação da Junta, o primeiro colégio, com o nome de Academia Militar de Sevilha, que foi estabelecida em 14 de dezembro de 1809. No dia 16 desse mesmo mês, a Junta Geral aprovou o regulamento da nova instituição. O primeiro edifício onde se instalou a Academia foi o convento de San Antonio de Sevilha.
Em 1810 e depois da ocupação de Sevilha pelas tropas de Napoleão Bonaparte, Gil de Bernabé, à frente do batalhão da Academia, escoltou os caudais públicos dirigindo-se em direção a Niebla para chegar a Ayamonte. Depois retornou a Cádiz em 11 de fevereiro do mesmo ano.
Mariano Gil de Bernabé é o único militar de terra que faz parte do Panteão de Marinheiros Ilustres de San Fernando.